# ハズム運動
ハズム運動（ハズムうんどう、アラビア語: حركة حزم Ḥarakat Ḥazzm、英語: Hazzm Movement）は、かつて存在していたシリア内戦における反体制派の連合組織。

## 概要
2014年のシリアで設立された、穏健な反体制派の連合組織。シリア大統領バッシャール・アル＝アサド率いるバアス党政権の打倒を掲げていた。有名無実化した自由シリア軍に代わる組織として、穏健は反体制派の諸勢力を結集させて作られた。当初はアメリカなどから期待されており、優勢なシリア政府軍に対しても、「最新式の兵器が供給されれば、形勢逆転も可能」という見方もあった。また、イスラム過激派と異なり、シリアのキリスト教徒をはじめとする宗教的少数派を保護することも期待されていた。
2014年9月頃の戦闘員数は約1万5000人とみられていた。シリア革命派戦線やシリア国民連合傘下組織などと並び、ISILに対抗する組織としてアメリカから訓練や武器の提供を受けていた。
2015年3月、イスラム過激派組織、アル＝ヌスラ戦線に敗れ崩壊した。ハズム運動の崩壊はアメリカの対シリア戦略が破綻したと受け止められた。

## 歴史

### 前史
チュニジアで発生したアラブの春は、2011年になるとシリアにも波及する。当初はデモが中心であったが、同年10月に政府軍から離反した軍人たちが「自由シリア軍」なる反体制組織を各地で結成すると暴力の応酬によって双方の死傷者は増え、事実上の内戦状態に陥った。しかし自由シリア軍は当初から司令部が乱立して統制を失い、2012年夏過ぎには士気・規律の低下により人心の離反を招いた。そのため比較的士気が高いイスラム過激派に反体制派の主導権を奪われており、自由シリア軍にアサド政権を倒せる見込みはないと見られている。また、反体制派には宗教的少数派を迫害する者もいたため、アメリカなどから懸念が高まっていた。

### 結成
そこで2014年1月にシリア北部で、欧米の支援を受けていた世俗派反政府勢力を再編してハズム運動が結成された。ハズム運動に参加した反体制派武装勢力は以下のとおりである。
- 北部ファールーク大隊
- 第9師団特殊部隊
- 第1機甲師団
- アッラーへの信仰旅団
- アビー・ハーリス大隊（ハマー・ファールーク）
- サラミーヤ自由人大隊（ハマー・ファールーク）
- 殉教者アブドラッフマーン・シャマーリー大隊
- ラシード大隊
- アブー・アスアド・二ムル大隊
- アフバーブ・アッラー旅団
- ファーティフ大隊
- 第60歩兵旅団
- アブドラッフマーン大隊
- 殉教者アブドゥルガッファール・ハーミーシュ大隊
- サラフナーラ・ファールーク大隊
- 殉教者アブドゥッラー・バッカール大隊
- ラスタン殉教者大隊
- 殉教者アンマール・トゥラース・ファルザート大隊
- 真実の声連帯

2014年2月、アルカイダに忠誠を誓うアル＝ヌスラ戦線やシャーム自由人イスラム運動などと共に「シャームの民の合同作戦司令室」を立ち上げた。
2014年4月時点で、アメリカとサウジアラビアはハズム運動にBGM-71 TOW対戦車ミサイルなどをトルコ・ヨルダン経由で提供した。両国がシリアの反体制派に兵器を提供するのは初めてであるとされている。「（反政府勢力が）正規軍のように組織化されつつある」と評価されたことや、シリア政府軍の攻勢が強化されたことが、武器が支援された理由であると報道された。ISILに対抗して結成された反体制派組織シリア革命派戦線もハズム運動とは協力関係にあった。

### ヌスラとの対立
ISILが台頭すると、アメリカはすでに武器の提供を受けていたハズム運動を含む反体制派に、ISIL打倒の役割を負わせるようになった。またこの頃になると欧米のスタンスは、ISIL打倒のための武器支援がアサド政権打倒につながればよいというものに変化した。
アメリカがアサド政権ではなくISILを攻撃対象とし、穏健な反体制派への支援を強化すると表明すると、ヌスラ戦線はそれまで手を結んでいた穏健な反体制派を攻撃し始めた。ヌスラ戦線が「イスラム国」を名乗るISILをライバルとみなし、ISILと並ぶ力があることを誇示するために地域秩序の形成を目指していたことが背景にあるとされている。その結果、10月31日にシリア革命派戦線は最後の主要拠点やそのリーダーの故郷の街を奪われた。11月1日には、ハズム運動も戦略拠点から撤退した。ヌスラ戦線の兵士たちはTwitterで、アメリカがハズム運動に供与した高性能な武器を手に入れたことをツイートした。これにより、穏健な反体制派は安全地帯とトルコからの補給路を失い、アメリカの対シリア戦略は見直しを迫られた。
2015年3月、アレッポ県ダーラ・イッザ一帯で活動していたハズム運動北部地区は、同県アターリブ一帯でヌスラ戦線に敗北し、ハズム運動からの離反を宣言した。同じころ、インターネット上でハズム戦線の解散が宣言された。残党は反体制派の連合組織シャーム戦線へ合流するとされた。

### その後
2015年末にアメリカなど各国情報機関は、ヌスラ戦線に粛清された穏健な反体制派武装勢力を再編し、トルコ・アンタキヤにある作戦司令室の参加団体で「解放軍」という組織を立ち上げた。しかし、解放軍は2016年7月にヌスラ戦線に屈服し、服従を誓った。
ヌスラ戦線に支配されたイドリブ県の「刑務所」では、政府支持者と並びハズム運動の支持者であるという理由で大勢の人々が投獄されている。
存亡の危機に立たされた「穏健な反体制派」は、イスラム過激派組織やクルド人民防衛軍と連携することで生き残りを図った。その結果、「穏健な反体制派」は周辺化し、独立した主体としては事実上存在しなくなったとされる。